# Canon EOS M3
M
M2 (Japon) M6
Le Canon EOS M3 est un appareil photographique hybride amateur au format APS-C d'une définition de 24 mégapixels, fabriqué par Canon, commercialisé en avril 2015. Il partage nombre de composants (capteur, microprocesseur, écran) avec l'EOS 750D.

## Caractéristiques
L'EOS M3 ne remplace pas directement les deux précédents modèles M et M2 dans le monde car il vise un public « amateur ». Par rapport à ces modèles, l'ergonomie est revue avec l'ajout d'une poignée et il reçoit un nouveau capteur hybride CMOS AF III de 24 mégapixels qu'il partage avec les 750D et 760D de la gamme des reflex de la marque,. Le remplaçant des modèles M et M2 est l'EOS M10 dans la gamme « grand public ».

## Concurrence
L'EOS M3 se place comme appareil « amateur », il est destiné à la fois au grand public et aux utilisateurs experts. Il est directement confronté aux hybrides APS-C et Micro quatre tiers que sont les Panasonic GX7, GF6 et GM1, les Olympus OMD-E-M10 et PEN (EPM-2, E-PL5 et EP-5), les Samsung NX3300 et NX500, les Fujifilm XE-2, X-M1 et X-A2, les Sony Alpha 5100 et 6000. Il est également placé en alternative des reflex amateurs et débutants qui comptent alors les Canon EOS 750D, 100D, 1200D, Nikon D5500, D3300, Pentax K-S2, K-50 et K-500 et le SLT Alpha 58.